# Maria Stuart (dramat Juliusza Słowackiego)
Maria Stuart. Drama historyczne w 5 aktach – dramat napisany przez Juliusza Słowackiego w Warszawie we wrześniu i październiku 1830 roku. Jego pierwodruk ukazał się w drugim tomie Poezji wydanych w 1832 roku w Paryżu. Po raz pierwszy wystawiony był we Lwowie w 1862 roku. Uważany za najdojrzalszy utwór wczesnej, jeszcze warszawskiej, twórczości poety.
Dzieło jest próbą ukazania własnego wyobrażenia osoby Marii I Stuart, opierającego się na lekturze książek historycznych. Dotyczy wydarzeń przełomu lat 1566–1567, kiedy to Maria Stuart, po śmierci prywatnego sekretarza Rizzia, pomaga swojemu kochankowi zgładzić swego męża Darnleya. Po tym wydarzeniu oboje byli zmuszeni uciec ze Szkocji. Żądza władzy jest najsilniejszym motywem kierującym osobami dramatu. 
W odróżnieniu od ukazania tej historii przez Fryderyka Schillera, Słowacki nie idealizuje postaci królowej. 
W interpretacji Kazimierza Wyki utwór stanowi przede wszystkim studium postaci o słabej psychice, uwikłanej w tragiczne połączenie namiętności, polityki i władzy.